# Satoshi Nagano
Satoshi Nagano (jap. 長野 聡,  Nagano Satoshi; * 2. August 1982 in Saigawa) ist ein ehemaliger japanischer Fußballspieler.

## Karriere
Satoshi Nagano erlernte das Fußballspielen in der Universitätsmannschaft der Universität Fukuoka in Fukuoka. Seinen ersten Vertrag unterschrieb er in Fukuoka bei Avispa Fukuoka, einem Verein, der in der zweiten japanischen Liga spielte. 2005 wurde der Verein Vizemeister und stieg somit in die erste Liga auf. 2006 wurde er an den Zweitligisten Tokyo Verdy ausgeliehen. Nach Ende der Vertragslaufzeit ging er 2010 nach Kitakyūshū und unterschrieb einen Vertrag beim Zweitligisten Giravanz Kitakyūshū. Nach Thailand ging er im Jahr 2013. Beim Zweitligisten Nakhon Ratchasima FC in Korat unterschrieb er einen Vierjahresvertrag. Der Verein wurde 2014 Meister der Zweiten Liga und stieg somit in die Erste Liga, die Thai Premier League, auf. Nach 114 Spielen und 6 Toren wechselte er 2017 in die Zweite Liga und spielte für den Hauptstadtverein Bangkok FC. Nach Ende der Saison ging er nach Japan zurück und schloss sich Hokkaido Tokachi Sky Earth, einem Verein aus Obihiro, der in der Hokkaido Soccer League spielte, an.
Am 1. Februar 2021 beendete er seine Karriere als Fußballspieler.

## Erfolge
Avispa Fukuoka
- J2 League: 2005 (Vizemeister)  ▲

Nakhon Ratchasima FC
- Thai Premier League Division 1: 2014  ▲